# 1496
1496 (MCDXCVI) var ett skottår som började en fredag i den julianska kalendern.

## Händelser

### Augusti
- 17 augusti – Svante Nilsson (Sture) intar det ryska fästet Ivangorod (Sturarnas ryska krig 1495–1497).

### Oktober
- 26 oktober – Milanos ockuperation av Genua upphör.[1]

### December
- December – Vid ett riksmöte i Stockholm uppmanas Sten Sture den äldre av riksrådet att nedlägga riksföreståndarämbetet. Han vägrar.

### Okänt datum
- Den svenske ärkebiskopen Jakob Ulvsson, som leder motståndet mot Sten Sture, får snart se sina gårdar nedbrända. Hans motdrag blir att bannlysa Sten Sture.
- Johanna den vansinniga förmäls med Filip I av Kastilien.
- Melilla erövras av spanjorerna.

## Födda
- 12 maj – Gustav Vasa, svensk riksföreståndare 1521–1523 och kung av Sverige 1523–1560.[2]
- Anne de La Tour d'Auvergne, regerande fransk vasallgrevinna av Auvergne.

## Avlidna
- 1 januari – Karl av Angoulême, fransk prins.
- Ercole Roberti, målare.
- Isabella av Portugal, kastiliansk drottning.

### Fotnoter
1. ↑  World Statesmen (läst 5 april 2011)
2. ↑  Det hände i dag